# Tempo pelle
Il tempo pelle (in inglese skin time) è il tempo necessario per la formazione di una pellicola superficiale (detta "pelle") asciutta all'interfaccia tra una sostanza adesiva (o sigillante) e l'aria. Il tempo pelle viene quindi utilizzato come figura di merito per le sostanze adesive.
Il tempo pelle dipende dall'umidità relativa e dalla temperatura dell'aria a cui la sostanza è esposta, le condizioni di umidità relativa e di temperatura alle quali è stato misurato il tempo pelle devono sempre essere specificate, in modo da avere una certa riproducibilità dei risultati delle misurazioni.
Valori tipici del tempo pelle vanno da 10 minuti a qualche ora.